# 1496 Турку
1496 Турку (енгл. 1496 Turku) је астероид главног астероидног појаса чија средња удаљеност од Сунца износи 2,205 астрономских јединица (АЈ).
Апсолутна магнитуда астероида је 12,9 а геометријски албедо 0,120.